# Хвостов Євген Володимирович
Євген Володимирович Хвостов (рос. Евгений Владимирович Хвостов; 28 травня 1981, м. Сургут, СРСР) — російський хокеїст, захисник.

## Ігрова кар'єра
Вихованець хокейної школи «Олімпія» (Сургут). Виступав за «Рубін» (Тюмень), «Динамо-Енергія» (Єкатеринбург), «Супутник» (Нижній Тагіл), «Автомобіліст» (Єкатеринбург), «Югра» (Ханти-Мансійськ).

## Досягнення
- Чемпіон Росії у Вищій лізі (2009, 2010).

## Тренерська кар'єра
По завершенні кар'єри гравця два сезони був асистентом головного тренера клубу «Югра» (Ханти-Мансійськ).